# 小見川祇園祭
小見川祇園祭（おみがわぎおんさい）は、千葉県香取市小見川の市街地で行われる祇園祭。6台の屋台が出る。

## 概要
佐原の山車と同様の二層構造の山車であるが、上部（大天上）には屋根がついており、屋台進行時は芸座連（げざれん）による演奏、停止時に上部の屋根を上げて歌謡が披露される。屋台の前では手古舞の流れをくむ手踊りが披露される。
芸座（囃子）は小見川周辺の集落を単位とした芸座連が屋台に乗っている。

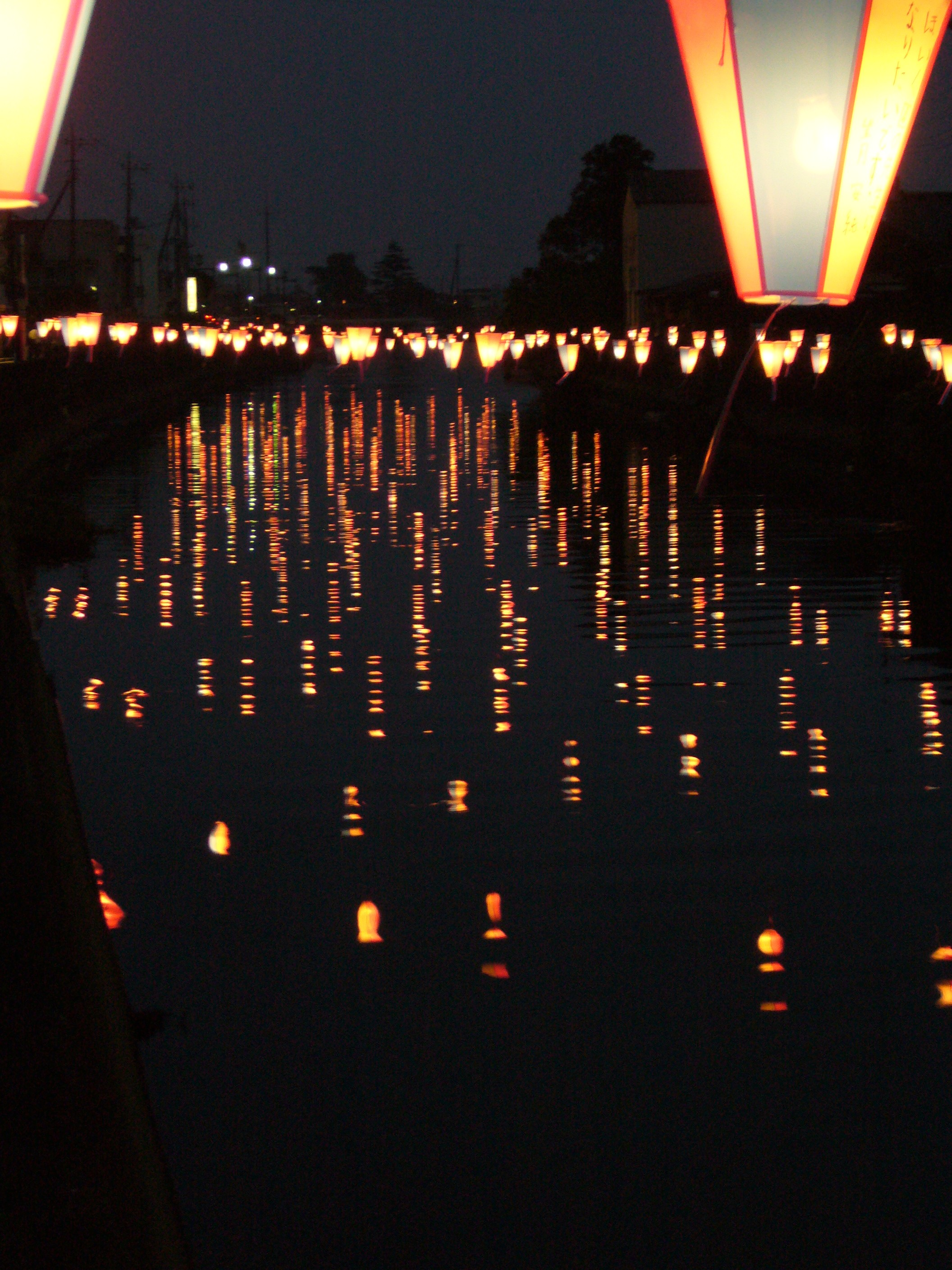
黒部川イルミネーション

7月第3週の金土日に行われる（山車の曳き廻しは土日のみ）。
近年では、小見川市街地を流れる黒部川にぼんぼりをつるし黒部川イルミネーションとして風情を醸し出したり、大橋の上で住民による踊りや音楽などの披露が行われ、祇園祭と共に小見川の町を盛り上げている。

## 歴史
江戸時代からの歴史を持つ。

## 山車
- 小見川祇園祭の屋台と芸座連

| 町内名                     | 写 真 | 額 字    | 主な彫物 | 芸座連                                                   | 備考 |
| 本町（ほんまち）           |       | 本町     | 獅子、龍 | 清水芸座連                                               | －   |
| 仲町（なかまち）           |       | 仲町     | 龍       | 内野芸座連                                               | －   |
| 川端町（かわばたちょう）   |       | 額はない | 鷹       | 木内芸座連                                               | －   |
| 小路（しょうじ）           |       | 小路     | 忠臣蔵   | 野田芸座連                                               | －   |
| 北下宿（きたしもじゅく）   |       | 額はない | 龍、獅子 | 柏槇會囃子連（2019年より） （ 2018年までは下小川芸座連） | －   |
| 南下宿（みなみしもじゅく） |       | 額はない |          | 羽根川芸座連                                             | －   |